# Presidente de Vanuatu
O presidente de Vanuatu é o chefe de estado da República de Vanuatu. O cargo foi criado em 1980, após Vanuatu se ter tornado independente do Reino Unido e de França. O presidente é eleito para mandatos de cinco anos por um colégio eleitoral formado pelos membros do Parlamento e pelos presidentes dos conselhos regionais. Atualmente, e desde 23 de julho de 2022, o presidente de Vanuatu é Nikenike Vurobaravu.